# 606 Brangäne
606 Brangäne

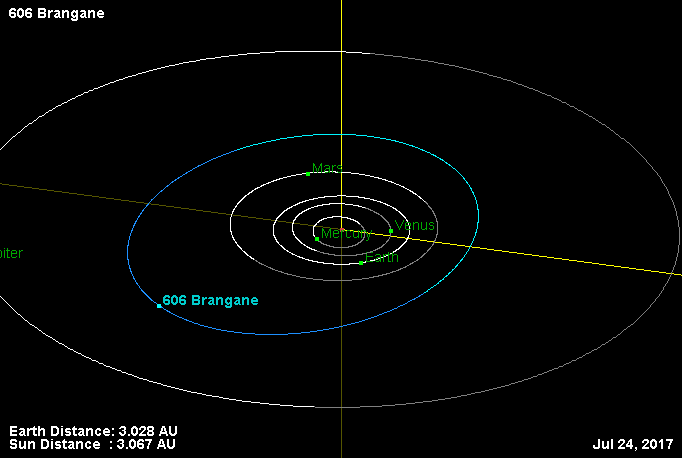
Quỹ đạo của tiểu hành tinh 606

606 Brangäne là một tiểu hành tinh ở vành đai chính. Nó được August Kopff phát hiện ngày 18.9.1906 ở Heidelberg, và được đặt theo tên Brangäne, nhân vật trong vở opera Tristan und Isolde của Richard Wagner, cô hầu gái của Isolda